# Уштобе (Акжаїцький район)
Уштобе́ (каз. Үштөбе) — село у складі Акжаїцького району Західноказахстанської області Казахстану. Входить до складу Жамбильського сільського округу.
До 2010 року село називалось Болдирево.
Населення — 321 особа (2021; 363 у 2009, 425 у 1999, 416 у 1989).